# Wolfgang Schwarz
Wolfgang Schwarz (Viena, 14 de setembro de 1947) é um ex-patinador artístico austríaco. Ele foi campeão olímpico em 1968, e duas vezes medalha de prata em mundiais (1966 e 1967). Na década de 2000, Schwarz tornou-se conhecido por sua ficha criminal. Em dezembro de 2002, ele foi condenado sob a acusação de tráfico de seres humanos depois que ele trouxe cinco mulheres da Rússia e Lituânia para a Áustria para trabalhar como prostitutas. Ele recebeu uma sentença de 18 meses, adiado devido ao seu câncer de pele. Em dezembro de 2005, Schwarz foi absolvido em um caso separado de tráfico de seres humanos. Em agosto de 2006, ele foi condenado e sentenciado a oito anos de prisão por planejar um sequestro de um adolescente romeno.

## Principais resultados
| Resultados                                            | Resultados    | Resultados    | Resultados       | Resultados       | Resultados       | Resultados    | Resultados    | Resultados    | Resultados    | Resultados    | Resultados    | Resultados    |
| Internacional                                         | Internacional | Internacional | Internacional    | Internacional    | Internacional    | Internacional | Internacional | Internacional | Internacional | Internacional | Internacional | Internacional |
| Evento/Temporada                                      | 1963– 1964    | 1964– 1965    | 1965– 1966       | 1966– 1967       | 1967– 1968       |               |               |               |               |               |               |               |
| ----------------------------------------------------- | ------------- | ------------- | ---------------- | ---------------- | ---------------- | ------------- | ------------- | ------------- | ------------- | ------------- | ------------- | ------------- |
| Jogos Olímpicos                                       | 15.º          |               |                  |                  | Medalha de ouro  |               |               |               |               |               |               |               |
| Campeonato Mundial                                    |               | 7.º           | Medalha de prata | Medalha de prata |                  |               |               |               |               |               |               |               |
| Campeonato Europeu                                    | 7.º           | 5.º           | Medalha de prata | Medalha de prata | Medalha de prata |               |               |               |               |               |               |               |
|                                                       |               |               |                  |                  |                  |               |               |               |               |               |               |               |
| Legenda: Competição não foi disputada nesta temporada |               |               |                  |                  |                  |               |               |               |               |               |               |               |